# MPB4
MPB4 é um grupo vocal e instrumental brasileiro formado em Niterói, Rio de Janeiro, em 1965. A primeira formação contou com Miltinho, Magro, Aquiles e Ruy Faria.
Em 2004, Ruy Faria saiu do quarteto (saída esta por conta de divergências comerciais com um dos integrantes, Miltinho), sendo assim substituído por Dalmo Medeiros, ex-integrante do grupo Céu da Boca, convidado para ficar em seu lugar.
Em 2012, o grupo perde Magro Waghabi, vítima de um câncer, aos 68 anos. O cantor, compositor e arranjador, Paulo Malaguti Pauleira, ex-integrante do Céu da Boca e integrante do Arranco de Varsóvia, é convidado para substituir Magro. Após alguns shows por São Paulo, Fortaleza e Minas, sendo anunciando ainda como participação especial, nos dias 25 e 26 de janeiro de 2013, Paulo Malaguti Pauleira foi apresentado oficialmente como novo integrante do MPB4, em dois emocionantes shows no Rival Petrobras. Em 11 de janeiro de 2018, morre aos 80 anos Ruy Faria, que ficou até 2004.
Seus principais gêneros musicais são o samba e a MPB. Com um repertório marcado por composições de personalidades da música popular brasileira, como por exemplo, Noel Rosa, Milton Nascimento, Chico Buarque, João Bosco, Paulo César Pinheiro, Aldir Blanc, Vinicius de Moraes e Tom Jobim. O grupo apresenta-se em todo o Brasil, com sucesso de público e de crítica.

## Integrantes
Primeira formação
- Miltinho - Milton Lima dos Santos Filho (Campos dos Goytacazes, 18 de outubro de 1943).
- Magro - Antônio José Waghabi Filho (Itaocara, 14 de novembro de 1943 — São Paulo, 8 de agosto de 2012).
- Aquiles Rique Reis (Niterói, 22 de maio de 1948).
- Ruy Faria - Ruy Alexandre Faria (Cambuci, 31 de julho de 1937 — Rio de Janeiro, 11 de janeiro de 2018).

Membros integrados posteriormente
- Dalmo Medeiros (Rio de Janeiro, 26 de novembro de 1951) no lugar de Ruy Faria.
- Paulo Malaguti Pauleira (Rio de Janeiro, 3 de novembro de 1959) no lugar de Magro Waghabi.

## Década de 1960

MPB4, anos 1960. Arquivo Nacional.

A formação do grupo ocorreu em meados de 1964, quando Aquiles, Magro, Ruy e Miltinho integravam o Centro Popular de Cultura, afiliado à União Nacional dos Estudantes - UNE. Magro e Miltinho eram estudantes do 3.º ano de Engenharia da Universidade Federal Fluminense - UFF. Ambos tinham formação musical iniciada desde criança: Miltinho aprendeu violão na adolescência, com o instrumentista, Jodacil Damasceno, e Magro havia participado da Sociedade Musical Patápio Silva, além de ter aprendido teoria musical com Eumir Deodato e Isaac Karabtchevsky.
Ruy tinha acabado de se graduar em Direito pela mesma universidade e era escriturário da antiga agência do Instituto de Assistência e Previdência Social - IAPS. Ao mesmo tempo, trabalhava na noite carioca em dois grupos vocais e tinha sido ''crooner'' em Santo Antônio de Pádua, Rio de Janeiro. Aquiles era estudante secundarista e participava do coral de uma escola estadual de Niterói. De família católica, aos 17 anos, resolveu seguir carreira musical com os outros três integrantes.
Cada um dos integrantes tem um gosto musical diferenciado, embora eles tenham sido influenciados pelo grupo vocal, Os Cariocas. Miltinho, desde a adolescência, curtia música americana e Bossa-nova com os grupos Os Cariocas e Tamba Trio. Aquiles, ao mesmo tempo que tinha preferência pelo Trio Irakitan, era fã de Elvis Presley.
Em 1965, resolvem ser músicos profissionais e viajam para São Paulo. Já tinham gravado o compacto simples "Samba Bem", em 1964, pelo selo Elenco. No início, os quatro rapazes passaram por dificuldades, pois já haviam trilhado carreiras promissoras na época e seus familiares lamentaram a decisão tomada, embora não tenham enfrentado tamanhas resistências. Além disso, Aquiles era menor de idade e seu pai desejava emancipá-lo. Entretanto, tal procedimento era demorado e Ruy Faria tornou-se seu tutor. A passagem da adolescência para a vida adulta foi abrupta para Aquiles, segundo o relato de Ruy Faria, pois foi comparada à troca da Coca-Cola por cerveja.
Lá, entram em contato com artistas recém-lançados na época, como Chico Buarque, Nara Leão, Sidney Miller, Quarteto em Cy, entre outros. Desde o início do grupo, tornam-se ativistas de uma nova proposta, a de uma música brasileira mais popular a todos os que escutarem, de forma que sejam exaltados o povo brasileiro e seus costumes e, principalmente, a crítica à situação política do país, imerso na Ditatura Militar. Desta maneira, entraram em seu repertório as músicas de protesto e sambas.
A parceria com Chico Buarque iniciou-se nesta viagem e durou aproximadamente dez anos. Durante esse período, o MPB4 firmou sua musicalidade e acompanhava-o em suas apresentações como escudeiro musical, com boas interpretações das composições de Chico, que já foi considerado como o "quinto integrante de um quarteto". Um dos maiores destaques nessa década são as músicas "Quem te viu, quem te vê" e "Roda Viva", ambas de 1967. Além disso, ganharam espaço também nos famosos festivais de música, produzidos pela Rede Record.

MPB4, anos 1960. Arquivo Nacional.

Em 1966, foi lançado o primeiro LP do grupo, com o título "MPB4". O destaque vai para as músicas "Lamento" e "Teresa Tristeza". Em 1967, foi lançado outro trabalho, com as músicas "Quem te viu, quem te vê", "Brincadeira de Angola", "Cordão da Saideira" e "Gabriela", que ficou em 6º lugar no III Festival da Música Popular da Rede Record. No mesmo festival foi apresentado o dueto "Roda Viva", com Chico Buarque, que ficou em 3º lugar.
Em 1968, lançam mais um LP com o mesmo título do grupo. Desta vez, a novidade é que cada integrante do grupo tem autonomia sobre uma faixa, como explicou Magro no programa Ensaio, de 1973. Aquiles cantou a música "Estrela é Lua Nova" com o coral da Escola Municipal de Niterói, onde estudou. Miltinho estreia como compositor, na faixa "Vim pra ficar". Entretanto, apesar das inovações do grupo, o disco não obteve o reconhecimento esperado.
Ao mesmo tempo, os quatro rapazes enfrentavam dificuldades financeiras e a marca ferrenha da Censura, apesar de serem requisitados para apresentações nos palcos e na televisão. Além disso, em 1968, Chico Buarque vai à Itália para se proteger da Ditadura Militar. Sem seu parceiro, o grupo perdeu o norte e seus integrantes quase desistiram da carreira. O MPB4 tinha seus espetáculos encerrados a qualquer tempo pela Censura. Para driblá-la, os quatro integrantes tinham truques para enganar os censores, além de negociar as letras das músicas, prática que continuaria na década seguinte.
A composição vocal do MPB4 até 1968 era: Ruy, primeira voz; Magro, segunda; Miltinho, terceira; e Aquiles, quarta voz. A partir de então, quando Aquiles estudou belcanto (impostação vocal), sua professora discordou da sua posição nas vozes do quarteto e sugeriu a troca das posições vocais. Então, Miltinho, ficou com a quarta voz, e Aquiles, com a terceira. A troca permanece até hoje e percebe-se que a sonoridade das vozes ficou harmônica.

## Década de 1970
Em 1970, o MPB4 lança o LP "Deixa Estar", um dos marcos principais da carreira do quarteto. O destaque principal é a música "Amigo é pra essas coisas", de Aldir Blanc e Sílvio da Silva Júnior, que reflete também o espírito do quarteto em enfrentar dificuldades juntos. Como Chico Buarque ainda não estava no Brasil, a música foi uma espécie de "independência" ao parceiro, pois eles não seriam vistos mais como "Porta-vozes do Chico", mas um quarteto vocal com personalidade própria. Outros destaques são "Candeias", com o primeiro arranjo vocal de Miltinho, "Boca do Mota", de Milton Nascimento e "Derramaro o Gai".
Em 1971, foi lançado o LP "De Palavra… Em Palavra...", que consolida o estilo do trabalho anterior. Destacam-se as músicas "Cravo e Canela", de Milton Nascimento, "O Cafona", de Marcos Valle, "Eu chego lá", de Ataulfo Alves, "De Palavra…Em Palavra…", de Miltinho e Magro, e "Pois é, pra quê", de Sidney Miller.
A parceria com Chico Buarque continua firme até meados dessa década. Ele e o quarteto viajaram para alguns países, como Argentina e Portugal. As marcas da resistência e contestação contra o Governo Militar continuam firmes nos trabalhos do quarteto, mesmo que eles tenham seus espetáculos encerrados arbitrariamente e buscado negociações em Brasília. A questão financeira também seria complicada para o MPB4, como explica Ruy Faria, em entrevista concedida à jornalista Rosa Minine. Para custear as apresentações, eles pegavam empréstimos nos bancos e, mesmo assim, corriam o risco de ter o investimento perdido com um simples ato da Censura. Mesmo alcançando sucesso de crítica e público, o sossego contra as perseguições viria a partir de 1979, ano da Lei da Anistia.
O ano de 1972 foi importante para o MPB4, pois é lançado o LP Cicatrizes, considerado como um dos trabalhos mais promissores. Miltinho destaca-se como compositor da música-título, com a parceria do jovem Paulo César Pinheiro. Os arranjos, instrumental e vocal, de Magro tornam-se mais ousados, com destaque para as músicas "Agiboré", "San Vicente", "Partido Alto" de Chico Buarque,  e "Pesadelo".
Ainda no mesmo ano, o MPB4 foi considerado como o melhor Conjunto Vocal pela Associação Paulista de Críticos de Arte (APCA). Um dos jurados que participaram da votação foi o jovem jornalista Maurício Kubrusly.
Em 1973, o quarteto grava a música-tema de O Bem-Amado, composta por Toquinho e Vinícius de Moraes, para a novela de Dias Gomes. Com o nome de Coral Som Livre, os rapazes do quarteto cantam de forma escondida, para driblarem os censores, que teimavam em persegui-los.
No mesmo ano, o quarteto participa das apresentações do projeto Phono 73, ao lado de Chico Buarque. Justamente no período mais duro da Ditadura Militar brasileira, esse evento ganhou um viés político, a partir da apresentação de artistas que foram perseguidos pelo regime, como Gal Costa, Caetano Veloso, Gilberto Gil. Além disso, destacaram-se também os estreantes Raul Seixas e Odair José, e artistas consagrados, como Elis Regina.
Em 1974, o MPB4 lançou dois excelentes LPs, com avaliações positivas da crítica e do público. O LP 'Antologia' reúne pout-pourri de vários sambistas e outros nomes consagrados da música brasileira, como Dorival Caymmi, Noel Rosa, Paulinho da Viola e o próprio Chico Buarque. Este disco alcança a venda de 70.000 cópias, um valor expressivo para a época. O LP 'Palhaços e Reis' destaca-se pelas composições de Gonzaguinha e Ivan Lins, tais como Tá Certo, Doutor e Palhaços e Reis, que também ganharam relevo nas vozes do quarteto e nos arranjos inovadores de Magro.
No ano seguinte, 1975, o MPB4 emplaca o sucesso Porto, para a novela Gabriela Cravo e Canela. A mesma música é usada também no remake desta novela, em 2012, com muito sucesso. Ainda por cima, lança o LP 'MPB4 10 anos', em comemoração ao décimo aniversário do grupo. Destaques para as músicas Inbalança e De Frente Pro Crime.
Nos anos 1970, participaram de espetáculos históricos, tais como Construção (1971), Phono 73 (1973), MPB4 no Safári (1975) e Cobra de Vidro (1978). Além disso, lançam discos que consolidam a carreira do quarteto vocal, tais como De Palavra em Palavra, (1971), Cicatrizes (1972), Canto dos Homens (1976) e Cobra de Vidro (1978), entre outros trabalhos de sucesso de crítica e público.

## Década de 1980
Nos anos 1980, lançaram dois trabalhos infantis: Flicts (com o Quarteto em Cy, em 1980) e Adivinha o que é (1981), além da participação no especial da Globo, Arca de Noé, com a música 'O Pato'. Outro trabalho de destaque é o disco "Amigo é Pra Essas Coisas" (1989), com a participação dos filhos dos integrantes do MPB4 na banda de acompanhamento.

## Década de 1990
Nos anos 1990, lançaram discos importantes e com grande aceitação de crítica e de público, como Samba da Minha Terra (1991). Os primeiros discos do grupo, ao vivo, foram A Arte de Cantar ao Vivo (1995) e Melhores Momentos (1999). Continuam com a parceria com o grupo Quarteto em Cy em Bate-Boca (1997) e Somos Todos Iguais (1998).

## Década de 2000
Em (2000), o quarteto lança dois trabalhos, um deles com o Quarteto em Cy, Vinícius e a Arte do Encontro. Em 2004, Ruy Faria sai do grupo e Dalmo Medeiros torna-se integrante do MPB4. Em 2006, é lançado o DVD "MPB-4 40 Anos", com a participação de Chico Buarque, Milton Nascimento, Cauby Peixoto, Roberta Sá, entre outros artistas consagrados. Em 2008, o grupo gravou, junto com Toquinho, CD e DVD ao vivo, lançados pela Biscoito Fino.

## Década de 2010
Em 2012 é lançado, pela Biscoito Fino, o CD "Contigo Aprendi", com versões inéditas para o português, feitas por diversos compositores brasileiros, para grandes boleros. Magro Waghabi morre em São Paulo (SP) após uma longa batalha contra o câncer, no dia 8 de agosto de 2012, aos 68 anos. Paulo Malaguti Pauleira entra em seu lugar.
Ao lado de Miltinho, Aquiles e Dalmo, em 2013 o cantor e tecladista Paulo Malaguti Pauleira passou a integrar a nova formação do grupo, inaugurada em show de lançamento do CD “Contigo aprendi”, no Teatro Rival (RJ). Nesse mesmo ano, foi indicado ao Prêmio da Música Brasileira, na categoria Melhor Grupo MPB, pelo CD “Contigo aprendi”.
Em 2014 o MPB4 seguiu em turnê pelo país com o show de carreira. Dentro vários shows, uma turnê por seis unidades do Sesc Rio foi realizada. O LP "Adivinha o que é" (1981) ganhou reedição em CD e em DVD, com animações, lançados pela Universal Music. O livro "Vozes do Magro" foi lançado em dezembro, com noites de autógrafo na Livraria Argumento (RJ) e Livraria Cultura (SP).
O ano de  2015 começou no Sesc Vila Mariana, em São Paulo, com o show "Chico 70", com MPB4, Roberta Sá e Marina de La Riva. Ao longo do ano o MPB4 seguiu em turnê pelo país. Em outubro estreou no Tom Brasil, em São Paulo, o show "Toquinho, Ivan Lins e MPB4 - 50 anos de música". No final do ano começaram as gravações do CD comemorativo de 50 anos de carreira do MPB4.
O ano de 2016 começou com uma série de shows "Toquinho, Ivan Lins e MPB4 - 50 anos de música" em várias cidades do país. Em maio o CD "O Sonho, a Vida, a Roda Viva" (Selo Sesc) que comemora 50 anos do MPB4 foi lançado com três dias de shows no Sesc Vila Mariana. O primeiro dia contou com a participação especial de Kleiton e Kledir. Em junho foi a vez do Rio de Janeiro receber este show, em temporada de cinco semanas no Teatro Municipal Serrador, com patrocínio do Fomento Cidade Olímpica, da Prefeitura do Rio. Em um dos shows Guinga fez participação especial.
Em 2017 o MPB4 segue com a turnê de lançamento do CD "50 anos - O Sonho, a Vida, a Roda Viva!". Nos dias 5, 6 e 7 de maio estreou o show "Você corta um verso eu escrevo outro", como parte do projeto "Cortina Fechada" do Sesc Vila Mariana.
Em 15 de novembro realizou show no Teatro Riachuelo Rio para lançamento do CD e DVD comemorativos de 50 anos de carreira. Neste ano o MPB4 ganhou o Prêmio de Música Brasileira na categoria Melhor Grupo de MPB.

## Discografia
- "Samba bem" (1964) Sarau Compacto duplo
- "Samba lamento/São Salvador" (1965) Elenco Compacto simples
- "MPB4" (1966) Elenco LP
- "MPB-4" (1967) Elenco LP
- "MPB-4" (1968) Elenco LP
- "Deixa estar" (1970) Elenco/Philips LP/CD/Digital
- "De palavra em palavra" (1971) Elenco/Phonogram LP
- "Cicatrizes" (1972) Phonogram LP/CD/Digital
- "Antologia do samba" (1974) Phonogram LP/CD/Digital
- "Palhaços & Reis" (1974) Phonogram LP/Digital
- "10 anos depois" (1975) Phonogram LP/CD/Digital
- "Canto dos homens" (1976) Phonogram LP/CD/Digital
- "Antologia do samba nº 2" (1977) Phonogram LP
- "Cobra de vidro" (1978) Phonogram LP/Digital
- "Bons tempos, hein?!" (1979) PolyGram LP/CD/Digital
- "Vira virou" (1980) Ariola LP/CD/Digital
- "Flicts-Ziraldo e Sérgio Ricardo" (1980) LP
- "Adivinha o que é?" (1981) Ariola LP/CD/Digital
- "Tempo tempo" (1981) Ariola LP
- "Caminhos livres" (1983) Ariola LP/Digital
- "4 Coringas" (1984) Barclay LP
- "Feitiço carioca-do MPB-4 para Noel Rosa" (1987) Continental LP/CD
- "Ao vivo-do show Amigo é pra essas coisas" (1989) Som Livre LP/CD/Digital
- "Sambas da minha terra" (1991) Som Livre CD/Digital
- "Encontro marcado-MPB-4 canta Milton Nascimento" (1993) PolyGram CD
- "Arte de cantar-MPB-4 ao vivo" (1995) Som Livre CD/Digital
- "Bate-boca-Quarteto em Cy e MPB-4" (1997) PolyGram CD
- "Somos todos iguais-Quarteto em Cy e MPB-4" (1998) PolyGram CD
- "Melhores momentos - Ao Vivo" (1999) CID CD
- "Vinícius-A arte do encontro. MPB-4 e Quarteto em Cy" (2000) Som Livre CD
- "MPB-4 e a nova música brasileira" (2000) Abril Music CD/Digital
- "MPB-4 40 anos ao vivo" (2007) Emi Music CD/Digital
- "MPB-4 40 anos ao vivo" (2007) Emi Music DVD
- "Toquinho e MPB-4 - 40 anos de música" (2008) Biscoito Fino CD/Digital
- "Toquinho e MPB-4 - 40 anos de música" (2009) Biscoito Fino DVD
- "MPB4 - Programa Ensaio 1973" (2010) Biscoito Fino DVD
- "Contigo Aprendi" (2012) Biscoito Fino CD/Digital
- "Adivinha o que é?" (2014) Universal Music DVD
- Três Tons de MPB4 (Caixa com 10 Anos Depois, Canto dos Homens e Vira Virou) (2015) Universal Music CD/Digital
- "O Sonho, a Vida, a Roda Viva!" (2016) Selo Sesc CD/Digital
- "O Sonho, a Vida, a Roda Viva! Ao Vivo” (2017) MP,B / Som Livre CD/Digital
- "O Sonho, a Vida, a Roda Viva! Ao Vivo” (2017) MP,B / Som Livre DVD
- "Barra Pesada" (2019) (Caixa com 5 CDs com registros ao vivo inéditos de shows nos anos 1970) (2019) Discobertas CD/Digital

### Discos eventuais
- Nordeste já CBS/Coomusa (Sony Music), em 1985

## Espetáculos
- "O MPB-4 e o Dr. Çobral vão em busca do mal" – Peça de Millôr Fernandes 1984

## Prêmios
- 1972 - Associação de Paulista de Críticos de Arte (APCA), na categoria Conjunto Vocal.
- 1988 - Prêmio da Música Brasileira - Melhor Grupo de MPB.
- 1990 - Prêmio da Música Brasileira - Melhor Grupo de MPB.
- 1996 - Prêmio da Música Brasileira - Melhor Grupo de MPB.
- 2017 - Prêmio da Música Brasileira - Melhor Grupo de MPB.